# Tyranneau de Bolivie
Zimmerius bolivianus
Espèce
Statut de conservation UICN

 LC  : Préoccupation mineure
Le Tyranneau de Bolivie (Zimmerius bolivianus), aussi appelé Tyranneau bolivien, est une espèce de passereaux de la famille des Tyrannidae,,.

## Distribution
Cet oiseau vit dans les Andes, du sud-est du Pérou (du département de Huánuco à celui de Puno) à l'ouest de la Bolivie,,.

## Systématique
Cette espèce est monotypique selon la classification de référence du Congrès ornithologique international (version 9.1, 2019). Depuis les travaux de John W. Fitzpatrick, publiés en 2004 dans le 9e volume du Handbook of the Birds of the World, les deux sous-espèces Zimmerius bolivianus bolivianus et Zimmerius bolivianus viridissimus sont considérés comme identiques par le Congrès ornithologique international. Malgré tout, certaines bases de données mentionnent encore les deux sous-espèces,,. 